# Ocrisiona aerata
Ocrisiona aerata är en spindelart som först beskrevs av Koch L. 1879.  Ocrisiona aerata ingår i släktet Ocrisiona och familjen hoppspindlar. Inga underarter finns listade i Catalogue of Life.